# Gajuwaka
Gajuwaka (Telugu: గాజువాక) é uma cidade e município do distrito de Visakhapatnam no estado de  Andhra Pradesh, Índia. Possui população de 258.944 habitantes (censo de 2001) e faz parte da conurbação de Visakhapatnam.

## Demografia
De acordo com o censo de 2001, a população de Gajuwaka totalizava 258.944 habitantes, dos quais 133.461 homens e 125.483 mulheres. As crianças com idade inferior ou igual a seis anos totalizavam 32.276, dos quais 16.432 do sexo masculino e 15.844 do sexo feminino. A taxa de alfabetização é de 70,4%, ou seja, 182.384 habitantes, dos quais 102.951 homens e 79.433 mulheres.

## Escolas
Principais escolas em Gajuwak:
- Saraswathi Vidya Vihar
- Visakha Central School
- ABS Public School Aganampudi
- Naval Public School
- Kendra Vidyalaya
- Visakha Valley School